# Muzeum w Skarszewach
Skarszewskie Centrum Ekspozycji Historycznych – muzeum z siedzibą w Skarszewach. Placówka działa w ramach Gminnej Biblioteki Publicznej. Siedzibą Centrum jest pochodzący z XIX wieku gmach dawnej szkoły.
Muzeum powstało w 2006 roku w oparciu o eksponaty przekazane przez lokalnych kolekcjonerów: Macieja Mostowego i Edwarda Zimmermanna oraz zbiory udostępnione przez Muzeum Archeologiczne w Gdańsku. W jego zbiorach znajdują się eksponaty, ukazujące historię Skarszew począwszy od epoki kamienia po lata II wojny światowej; wiele z nich pochodzi z prowadzonych w mieście wykopalisk. Wśród zgromadzonych eksponatów znajdują się m.in. liczne numizmaty, pamiątki związane z rzemiosłem oraz Bractwem kurkowym oraz czasopisma (m.in. egzemplarze "Głosu Serca Polskiego" – konspiracyjnej gazety, wydawanej przez organizację Gryf Pomorski). Do eksponatów należą najstarsze w Polsce: butelka po piwie z etykietą (II połowa XIX wieku) oraz paczka tytoniu (z 1854 roku), wpisane do Księgi Polskie Rekordy i Osobliwości.
Muzeum jest obiektem całorocznym, czynnym w dni robocze.